# Enrique De Jongh Caula
Enrique Marcelo De Jongh Caula, (nascido em 16 de janeiro de 1931), É um Arquiteto e Engenheiro civil de Cuba.

## Biografia
Formou-se em Arquitetura, em 1955, na Universidade de Havana. Autor da Conversão de Moncada Sede em uma Escola, em 1960. Planejou e dirigiu a construção de 25 hospitais rurais, nas mais intrincados zonas do leste de Cuba nos anos 60. Ele foi Diretor de Arquitetura e Planejamento, no Leste, e, mais tarde, Diretor fundador do Instituto de Planejamento Físico. Ele recebeu a medalha "Armando de Mestre" uma Medalha e um prêmio da Fundação Fernando Ortiz. Ele foi o Representante de Cuba no Conselho Internacional da Construção na Holanda, onde ele foi eleito como Membro do seu Gabinete de Gestão.
Ele também foi Diretor do Centro para a Construção de Investigação e Experimentação do Ministério da Construção (MICONS). Ele também foi Vice-Ministro do Ministério Construção por vários anos. Em conjunto com o arquiteto Quintana ele construiu a Casa Cosmonauta em Varadero, o Centro de Convenções, o edifício F e Malecon, Tan Loi Hotel em Hanói, entre muitos outros.
Recebeu um Doutorado em Ciências Técnicas, com especialização em Construção, em 1987. Ele foi o autor do projeto, o desenvolvimento e a aplicação de placas ocas de concreto que existem inúmeros edifícios em Cuba. Ele organizou e participou na instalação de plantas para a habitação. Ele foi o autor de vários projetos de construção de tecnologias introduzidas no Ministério das Forças Armadas Revolucionárias (MINFAR). Ele é membro da União Nacional dos Arquitetos e Engenheiros Civis de Cuba (UNAICC). Ele é assistente Sênior de Professor e de Investigador auxiliar da Faculdade de Arquitetura do Centro Universitário José Antonio Echeverria (CUJAE).